# Keen'V
Kevin Bonnet (Rouen, 31 de enero de 1983), conocido como Keen'V es un cantautor francés de Ragga. Se dio a conocer en 2008 gracias a su hit "À l'horizontale".

## Biografía

### Infancia y debut
Hijo de Jean-Jacques Bonnet y de Christine Bonnet, Kévin nació en Rouen, en el Sena Marítimo , estudió en el colegió Andre Maurois de La Saussaye y después en el liceo Ferdinand Buisson en Elbeuf.

En 2005, se encuentra con el compositor Fabrice Vanvert, juntos componen las primeras canciones "Loco la salsa" y "Soca soca te quiero". Keen'V se presentó también en aproximadamente 50 discotecas en Francia lo que hizo reconocido por el público, se encuentra con los cantantes (Obed y L'Rayan) y juntos sacan un videoclip titulado Dancehall Musik compuesto por Fab'V. Meses más tarde se encuentra con DJ Yaz, quien le propone ser su productor . Obtiene un contrato con Universal Music que le permite sacar nuevos títulos. EN 2007 se encuentra con Toy Nawaatch, un cantante originario de Limognes y que se convierte en su compañero sobre el escenario.

## Phenom'N (2008)
Se dio a conocer con su canción À l’horizontale en 2008, canción particularmente explícita , parte de su primer álbum llamado Phenom'N, el cual una gran parte de las canciones hacen referencia al acto sexual. Con 2 millones de visitas en Youtube, Keen'V estuvo tentado a continuar. En el mismo género, saca una canción titulada Jeux sensuels, muy escuchada en las discotecas de Francia. Phenom'N es su primer álbum, salido el 17 de noviembre de 2008 con las canciones À l’horizontale, Jeux sensuels y Mytho.

En 2009, regresa con un nuevo título: Le Son Qui Bam Bam.

## Carpe Diem (2011-2012)
Su segundo álbum de estudio Carpe Diem sale en 2011. La canción J'aimerais trop, se convierte en uno de los hits del verano, se posiciona quinta en el Top club 40. Esta canción fue escrita en 2008 en homenaje a la miss Francia Valérie Bègue. El 18 de julio, sale su sencillo Prince charmant, el cual llega a estar en la primera posición del Top club 40 en Francia. El videoclip se subió a Youtube el 19 de septiembre, dura 5 minutos y el rodaje tuvo lugar al lado de Marsella. En la canción Explique moi, cuenta los riesgos del alcohol al volante mientras que en Quand je crie à l'aide trata sobre el malestar de un adolescente y del mal que se hacen.